# Asakura Sadakage
Asakura Sadakage (朝倉 貞景?, Asakura Sadakage; 1473 – 11 aprile 1512) è stato un daimyō giapponese del periodo Sengoku, capo del clan Asakura.

## Biografia
Sadakage era figlio di Asakura Ujikage a cui succedette nel 1486. 
Dovette prima affrontare una breve ribellione che seguì alla sua ascesa (aiutato dallo zio Asakura Norikage), poi lavorò per espandere i domini del clan Asakura, e si scontrò con il clan Togashi di Kaga (1494, 1504), gli Ikkō-ikki di Echizen e i Rokkaku di Ōmi.
Morì nel 1512 e gli succedette il figlio Asakura Takakage.